# 加藤時次郎
加藤 時次郎（かとう ときじろう、安政5年1月1日（1858年2月14日）- 昭和5年（1930年）5月30日）は、日本の医師・社会運動家。
豊前国田川郡香春（現：福岡県香春町）生まれ。吉松姓を名乗っていたが、幼少時代に加治と改姓、大正9年（1920年）に加治に復姓しており、本項目に用いられている加藤姓であったのは加藤家に婿養子に入った明治16年（1883年）から37年間の期間である（ただし、縁組自体は明治26年（1893年）の離婚によって破綻している）。

## 経歴
明治8年（1875年）、医師であった父の跡を継ぐべく叔父を頼って上京、ドイツ語・医学などを学んで明治16年（1883年）に医師開業試験に合格して京橋区に採用されて医療・防疫活動にあたる。明治19年（1886年）、千住町で病院を開業する。明治21年（1888年）からドイツに留学して学位を取得する。この時、社会主義思想に接した。明治23年（1890年）に帰国すると、京橋区にて再開業している。
明治34年（1901年）、請われて東京市会議員補欠選挙に出馬して落選、この選挙をきっかけに矢野竜渓・片山潜・幸徳秋水らと関係を持ち、矢野の社会問題講究会や堺・幸徳の社会主義研究会に参加した。その後、幸徳が堺利彦とともに平民新聞や日本社会党を結成した時にはその有力な資金提供者になるとともに、同活動を支援する「直行団」や消費組合「共同会」を結成した。だが、こうした活動が当局から睨まれたことから、明治39年（1906年）ヨーロッパの医療事情視察を名目に日本を離れた。途中シュトゥットガルトで開催中であった第二インターナショナルに日本代表として参加、現実的な社会改良主義の必要性を痛感して帰国した。明治41年（1908年）の帰国後も幸徳らとの関係は続いたが、幸徳の直接行動論には同調しなかったために大逆事件においても罪を問われることは無かった。
大逆事件後、政府による済生会の構想が明らかになると、加藤は当時の医師会主導で決定された高額な診療報酬に基づく医療ではなく、もっと安価で低所得者でも医療が受けられる仕組を民間でも作るべきだと考え、かつて旅行先で議論を行い、立場は違うものの社会改良の必要性については意見が一致した王子製紙の元専務鈴木梅四郎を訪ねて相談を持ちかけた。鈴木も加藤の計画によって安価でかつ採算性の取れる医療が可能であると考えて協力を約束、明治44年（1911年）社団法人実費診療所を開設して、鈴木が理事長、加藤が医務長となり、第一号医院を加藤病院内に開設した。
加藤は大正3年（1914年）に『生活の力』(後に『平民』)を創刊、翌年には自己の病院を改組して平民病院を開設して実費診療所の理念拡大に努めるとともに、「平民食堂」「平民法律所」など中低所得者に対する社会事業に尽くした。また、晩年は普選運動や産児制限運動でも活躍した。墓所は池上本門寺。

## 関連書籍
- 大牟田太朗『加治時次郎の生涯とその時代』鳥影社、2014年
- 多賀須幸男「加治時次郎について」『日本医史学雑誌』第60巻、第4号、日本医史学会、417-419頁、2014年。